# 洪都府
洪都府，中国古代的府。
元朝至正二十二年（1362年），朱元璋改龙兴路置，治所在南昌县和新建县（今江西省南昌市）。辖境相当今江西省南昌、铜鼓、修水、武宁、靖安、新建、进贤、奉新、丰城等市县。次年改南昌府。